# Нагніздні птахи

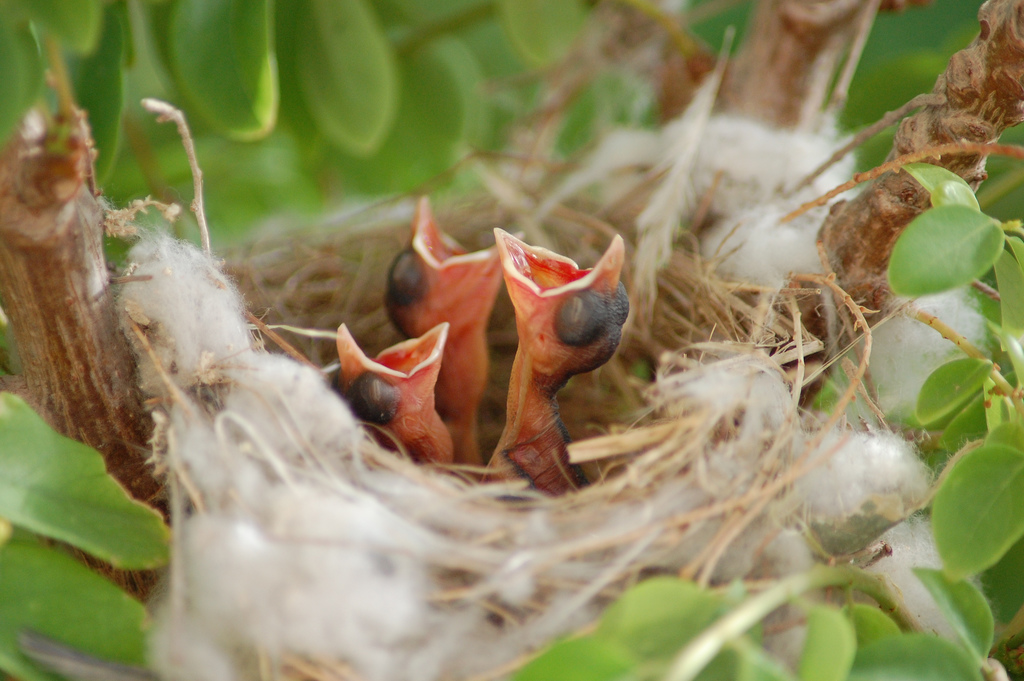
Нещодавно народжені пташенята

Нагніздні або гніздові птахи — види птахів, в яких при вилупленні з яйця пташенята зовсім не мають оперення, іноді сліпі та постійно потребують батьківської опіки, поки не зможуть самостійно харчуватися. У деяких видів пташенята перебувають в гнізді від 12 (в основному малі за розмірами птахи які мають відкриті гнізда) до 55 (в основному великі за розмірами птахи), а то і більше днів. За цей час пташенята встигають прозріти та оперитися, а також набрати вагу та навчитися літати. Наприклад: горобець, ластівка, лелека, орли, сови, голуби, солов'ї, синички тощо.